# Enzo Bianchi
Enzo Bianchi (Castel Boglione, 3 de março de 1943) é autor de livros espirituais e fundador e ex-prior do Mosteiro de Bose e da comunidade religiosa ecumênica "Comunità di Bose".
Bianchi estudou economia na Universidade de Turim. Ele escreve regularmente artigos para jornais diários italianos. Seus livros e artigos foram traduzidos para vários idiomas. Seu livro Pregare la parola (1974) foi publicado e traduzido para holandês (God ontmoeten in Zijn woord), francês (Prier la parole. Une Introduction à la Lectio divina), espanhol, português, inglês (Rezando a palavra. Uma introdução à Lectio divina), polonês, alemão e tcheco.
Em 13 de maio de 2020, após uma visita apostólica, Bianchi e três outros membros foram convidados a se separar da comunidade por tempo indeterminado e deixar o mosteiro. Ele concordou com esse pedido inicialmente, embora ainda morasse no mosteiro após o prazo de fevereiro de 2021. Sua decisão foi criticada em uma declaração oficial do mosteiro. Em 7 de junho de 2021, ele anunciou que estava deixando a comunidade.